# شهرستان اسکاتس بلوف (نبراسکا)
شهرستان اسکاتس بلوف، نبراسکا (به انگلیسی: Scotts Bluff County, Nebraska) یک شهرستان در آمریکا در ایالات متحده آمریکا است که در نبراسکا واقع شده‌است.

## خصوصیات
شهرستان اسکاتس بلوف ۱٬۹۳۱ کیلومترمربع مساحت دارد.